# Инструменты СУБД для обработки данных
Инструменты СУБД для обработки данных осуществляют управление видом представления данных и обеспечивают их вывод. 

## Основные инструменты СУБД для обработки данных

### Сортировка
Сортировка – это упорядочивание данных по некоторому признаку. Сортировка способствует быстрому и эффективному просмотру данных.
Существует два вида сортировки – по возрастанию и убыванию. При сортировке по возрастанию данные различных типов выстраиваются в следующем порядке:
- числа - от наименьшего отрицательного до наибольшего положительного числа;
- текст - в алфавитном порядке;
- дата и время - в хронологическом порядке.

При сортировке по убыванию данные выстраиваются в порядке, обратном вышеуказанному.
Часто возникает потребность сортировки по нескольким признакам. Это можно осуществить тогда, когда в некоторых полях встречаются одинаковые значения. Например, в базе данных по учету сведений о сотрудниках есть поля «Фамилия» и «Отдел». Тогда сортировка по двум признакам (сначала по полю «Отдел», а потом по полю «Фамилия») позволит разбить данные на группы сотрудников, работающих в одном отделе, а затем отсортировать фамилии в каждой группе по алфавиту.

### Фильтрация
Фильтр – это условие, по которому производится поиск и отбор записей. Фильтрация связана с разработкой различных критериев поиска и отбора данных. Таким образом фильтры позволяют отбирать записи, которые удовлетворяют заданным условиям. Условия отбора записей создаются с использованием операторов сравнения (=, >, <ит.д.).
Существует простые и сложные фильтры. Простые фильтры содержат условие отбора записей только для одного поля. Сложные фильтры содержат несколько условий для различных полей. В результате применения сложного фильтра будут отобраны только те записи, которые удовлетворяют всем условиям одновременно. Можно сказать, что условия в сложных фильтрах связаны между собой операцией логического умножения.

### Запрос
Запрос – это объект БД, позволяющий производить основные операции по обработке данных: сортировку, фильтрацию, объединение данных из разных источников, преобразование данных – и сохранять результаты с некоторым именем, чтобы в дальнейшем использовать их по мере необходимости.
Главное предназначение запросов — это отбор данных на основании заданных условий. Запрос объединяет в себе возможности, предоставляемые сортировкой и фильтрацией. Он особенно удобен тем, что позволяет сохранить критерии отбора и сортировки с некоторым именем, чтобы задавать их каждый раз заново.Так же при помощи запроса можно создать так называемые вычисляемые поля, в которых производится преобразование данных в другой вид при помощи формул.
Еще одним преимуществом является то, что запросом можно отбирать данные не только из одной таблицы, но и из нескольких таблиц сразу. Запрос является производным объектом от таблицы. Однако результатом выполнения запроса является также таблица, т.е. запросы могут использоваться вместо таблиц.
Запросы, как и фильтры, бывают простые и сложные. Простой запрос содержит одно условие, а сложный запрос содержит несколько условий для различных полей.
В процессе создания запроса можно отбирать не только записи, но и поля, которые будут присутствовать в запросе.